# Ратовцы
Ра́товцы (укр. Ратівці, словац. Rátovce) — село в Сюртэнской сельской общине Ужгородского района Закарпатской области Украины.
Население по переписи 2001 года составляло 1325 человек. Почтовый индекс — 89433. Занимает площадь 1,7 км².
До июля 1945 года село не было частью чехословацкой Подкарпатской Руси, а принадлежало словацкому округу Кралёвски Хлмец.